# Skøll Ask&Embla Bokaal
De Skøll Ask&Embla Bokaal is een roeicompetitie voor dubbel twee's (2x). De bokaal werd aangeboden door Skøll voor de snelste mannelijke en vrouwelijke deelnemers. 
Sinds 2019 valt de bokaal onder de NSRF/KNRB Competitie Commissie Senioren en staat deze bekend als de Ask&Embla Bokaal. Hier zijn ook de bepalingen en standen te vinden.
De volgende wedstrijden telden oorspronkelijk mee in de bokaal, sinds 2019 is dit veranderd:
- Tweehead
- SkøllCup
- Akersloot-Alkmaar Race
- Proteus-Eretes in 't Lang
- Okeanos Competitie Toernooi
- Asopos Driekamp
- Orca Competitie Slotwedstrijden